# 나노 기술

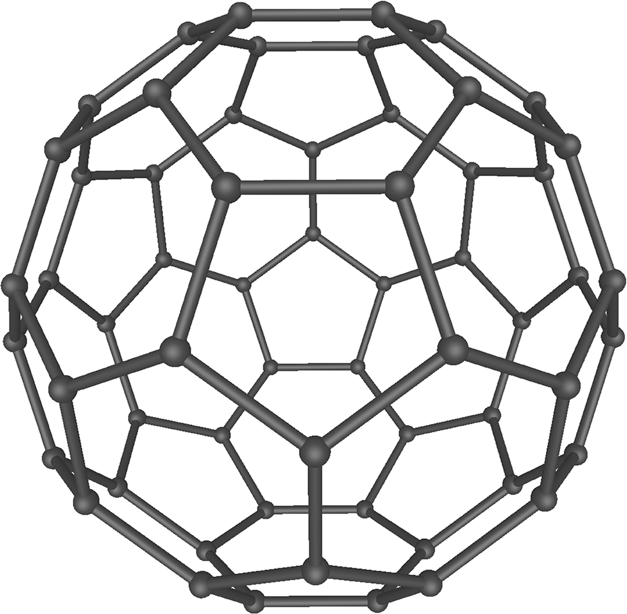
벅민스터풀러렌 C_{60}의 분자 구조. 풀러렌은 나노기술 분야의 주요 연구 주제이다.

나노 기술(영어: nanotechnology 또는 nanotech)은 10억분의 1미터인 나노미터 크기의 물질을 조작하는 기술이다. 원자, 분자 및 초분자 물질을 합성하고, 조립, 제어하며 혹은 그 성질을 측정, 규명하는 기술을 말한다. 대부분 일반화된 나노기술의 정의는 ‘국가나노기술개발전략 (NNI: National Nanotechnology Initiative)’이 적어도 1~100 나노미터의 크기를 가진 물질을 다루는 기술이라 정의했으며 일반적으로는 크기가 1 내지 100나노미터 범위인 재료나 대상에 대한 기술이 나노기술로 분류한다.
나노 기술은 표면 과학(Surface Science), 유기 화학(Organic Chemistry), 분자 생물학(Molecular Biology), 반도체 물리학(Semiconductor Physics), 미세 제조(Microfabrication) 등의 다양한 과학 분야에 포함되어 이용 범위가 매우 넓다. 나노 기술은 의학, 전자 공학, 생체재료학, 에너지 생산 및 소비자 제품처럼 광대한 적용 범위를 가진 새로운 물질과 기계를 만들 수 있지만 한편으로 많은 문제를 야기할 수도 있다고 한다. 따라서 이러한 불안감은 나노기술의 특별한 규제가 정당화되는지 여부에 대한 권리 옹호 단체와 정부 간의 논의로 이어지고 있다.

## 특성

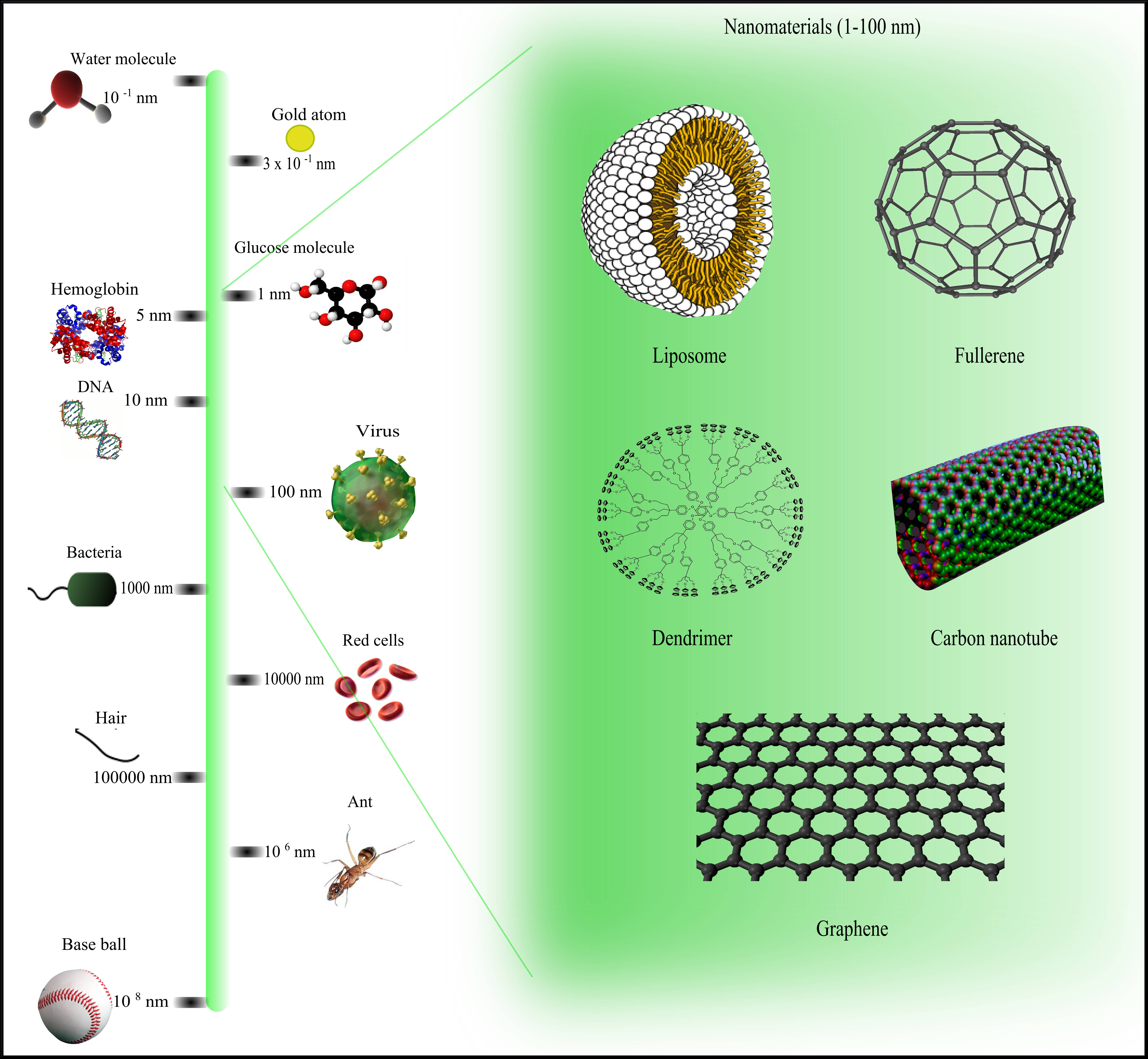
Comparison of Nanomaterials Sizes

광학적
나노 영역에서는 크기에 따라 색깔이 변한다. 예를 들어 금(Au)은 일반적으로는 황금색을 띠지만 10-200 nm 사이의 크기에서는 구형일 경우 적색 계열의 색을 띠며, 모양과 구조에 따라 청색이나 녹색 등의 다양한 색을 띠게 된다.
화학적
모든 물질은 큰 덩어리에서 작은 덩어리로 쪼개짐에 따라 물질 전체의 표면적이 급격히 커지게 되며 이로 인해 나노물질은 독특한 특성을 갖게 된다. 예를 들어 이산화티타늄(TiO2)은 TiO2 입자 크기가 20nm 이하라 할 때 형광등이나 백열등에서 발생되는 약한 자외선을 받으면 살균력, 자가세척력, 김서림 방지 효과를 갖기 때문에 다양하게 사용된다.
물리적
다결정질 재료의 입자는 각 입자마다 기본적인 배열은 같으나 방향이 다르고 입자와 입자 사이에 존재하는 단위 면적당 입계가 많을수록 강한 물리적 성질을 띠게 되는 경향이 있다. 그러나 나노물질 입자의 경우 일반적인 경향과는 달리 특정 결정립 크기영역에서 강도가 급격히 증가하는 현상을 보인 결과들이 있어 작을수록 강하다는 일반 상식이 통하지는 않는 것으로 보인다. 다만, 다른 복합체와 섞었을 경우 물리적 강도가 증가하는 것으로 볼 때 나노입자가 물리적 성질이 우수하다고 보고 있다.
전자적
전자적인 성질을 띠는 반도체, 자성금속, 나노입자들은 크기가 작아지면서 일반적으로 10~100nm 정도에서 자기적인 성질이 최대가 되는 것으로 알려져 있다. 자기적인 성질이 극대화됨과 동시에 크기가 매우 작고 균일한 크기의 구 형태 자성금속 나노입자를 합성하여 이들의 규칙적인 배열을 통해 이 입자 하나하나를 각각 한 개의 비트로 사용할 수 있다고도 알려져 있는데 이런 자성 입자는 크기가 수 nm로 주로 코발트나 코발트와 백금의 합금형태로 이루어진다.

## 나노 계측 기술
나노 계측 기술 (Scanning Probe Technology)은 나노기술의 기반이 되는 핵심기술로 나노미터 수준의 물성, 구조 및 성분을 계측하고 분석해내는 기술이라고 할 수 있다. 나노 계측 기술은 최근 SPM기술을 중심으로 입사원의 종류에 따라 X-선 기술 전자/이온빔 기술 적외선, 자외선, 가시광선 기술로 구분할 수 있다. 나노계측 기술은 그 기술의 범위가 실로 방대하기 때문에 이를 총 망라하여 검색 분류 분석하는 것은 현실적으로 어려운 일이다. 따라서 본 분석에서는 분석대상 기술을 나노 계측 기술의 대표주자라고 할 수 있는 SPM기술을 중심으로 현재 한국이 다른 국가에 비해 강점을 보이고 있는 반도체 산업과 관련하여 여러 가지 박막들의 표면형상, 구조, 물리적 화학적 특성 등을 계측 분석해 내는 박막분석용 계측 기술 중 현재 많이 사용되고 있거나 미래에 그 수요가 증가될 것으로 예상되는 몇몇 나노 계측 기술에 국한하였다. 또한 나노기술이 발전됨에 따라 여러 가지 분야 즉 화학,물리,생물,지리 등등에 많이 이용될 예정이다

### 나노 세계의 세 가지 접근 방법
상부하향식 방법큰 것을 깎아 만들어가는 방법으로 공구 등의 기술 발전을 통해 발전해나갔다. 현미경을 통한 미생물의 관찰, 박테리아의 발견, 마이크로미터 센서 등을 예로 들 수 있다.
하부상향식 방법특정한 분자 간의 상호 작용을 이용하여 분자들이 원하는 형태로 자체적으로 조립되도록 하는 방법이다. 하부 상향식 방법 중에서는 특히 용액 및 증기상 합성법이 많이 사용되고 있는데, 이는 용액 내에서 미세 결정 생성시 계면 활성 분자와 같은 안정화제를 첨가해 결정의 생성을 제어하는 방법이다. 또한 증기상 합성법은 순물질을 기화시켜 증착시키거나, 화합물을 미세 결정으로 증착시킨다. 이러한 화학적 방법을 통해 특정 배향을 갖는 단분자층을 다른 물질로 바꾸어 가며 쌓을 수 있어 다양한 성질을 가진 나노 소재를 만들 수 있다.
생체 모방적 접근방법생체공학 및 biomimicry(생물체의 특성, 구조, 및 원리를 산업 전반에 적용시키는 것)는 연구 및 엔지니어링 시스템과 현대 기술의 설계에 자연계에서 발견되는 생물학적 방법 및 시스템을 적용하는 것을 목표로 하고 있다. 생광물화(Biomineralization)-유기체에 있는 무기물의 형성-가 연구 시스템의 일례다.

## 응용 분야

### 전자, 통신
- 낮은 전력소모, 적은 생산 비용으로 백만 배 이상의 성능을 갖는 나노 구조의 마이크로프로세서 소자
- 10배 이상의 대역폭과 높은 전달속도를 갖는 통신 시스템
- 현재보다 용량은 크고 크기는 작은 대용량 정보저장장치(초고집적 반도체 소자)
- 대용량 정보를 수집 처리하는 집적화된 나노 센서 시스템
- 정보저장, 메모리 반도체, 포켓사이즈 슈퍼로봇
- 더 빠르고 더 작고 더 얇고 더 가벼운 스마트 인터페이스
- 전계 방출 디스플레이(FED)에 응용

### 재료
- 기계가공하지 않고 정확한 모양을 갖는 나노 구조 금속 및 세라믹
- 원자단위에서 설계된 고강도의 소재, 고성능의 촉매
- 뛰어난 색감을 갖는 나노 입자를 이용한 인쇄
- 나노 크기를 측정할 수 있는 새로운 표준
- 절삭공구나 전기적, 화학적, 구조적 나노코팅
- 나노입자인 이산화 티타늄으로 코팅한 화장실 : 더러움이나 박테리아에 저항성을 갖게된다.
- 나노입자로 이루어진 화장품 : 피부에 쉽게 흡수되어 성분을 몸 속에 쉽게 운반한다.

### 의료
- 진단학과 치료학의 혁명을 가능케 하는 빠르고 효과적인 염기서열 분석
- 원격진료 및 생체이식소자를 이용한 효과적이고 저렴한 보건치료
- 나노 구조물을 통한 새로운 약물전달 시스템(표적 지향성 약물 운반 시스템) : 암세포만을 표적으로 하는 치료방법이다.
- 암 조직의 나노 스케일의 구멍을 통해 100 나노미터 이하의 운반체를 이용하여 항암제를 운반하는 방법
- 내구성 및 생체 친화력 있는 인공기관
- 인체의 질병을 진단, 예방할 수 있는 나노센싱 시스템
- 항원,항체가 결합하는 반응을 이용하는 방법 : 운반체로서 나노물질인 풀러렌 이용
- 암세포와 바이러스 등을 분쇄하거나 손상된 세포를 복구할 수 있는 나노로봇
- 나노로 만든 주사기의 주사바늘 : 통점과 통점사이로 주사하여 통증이 없다.

### 생명공학
- 하이브리드 시스템의 합성피부, 유전자 분석/조작
- 분자공학으로 제작된 생화학적으로 분해 가능한 화학물질
- 동식물의 유전자 개선
- 동물에게 유전자와 약물제공
- 나노 배열을 기반으로 한 분석기술을 이용한 DNA 분석

### 환경, 에너지
- 새로운 배터리, 청정연료의 광합성, 양자태양전지, 염료 감응 태양 전지
- 나노미터 크기의 다공질 촉매제
- 극미세 오염물질을 제거할 수 있는 다공질 물질
- 자동차산업에서 금속을 대체할 나노 입자 강화 폴리머
- 무기물질, 폴리머의 나노 입자를 이용한 내마모성, 친환경성 타이어
- 나노 센서를 이용한 쓰레기 소각로의 배기가스 검사 및 공장 폐수 수질 검사, 식품 품질 검사
- 산소를 이용한 오염 물질 분해에 이용하는 전기 분해 촉매
- 탄소 나노튜브를 활용한 수질 환경 정화 시스템

### 국방
- 무기체계의 변화(소형화, 고속, 장거리 이동능력 향상)
- 무인 원격무기(무인 잠수함, 무인 전투기, 원격센서시스템)
- 은폐(Stealth) 무기

### 항공우주
- 저전력, 항방사능을 갖는 고성능 컴퓨터
- 마이크로 우주선을 위한 나노기기
- 나노 구조 센서, 나노 전자공학을 이용한 항공 전자공학
- 내열, 내마모성을 갖는 나노 코팅

출처 : 나노산업기술연구조합

## 문제점
나노입자의 독성
한 때 기적의 광물로 불렸던 석면이 폐에 흡입이 되면 폐암 및 각종 질병을 유발하는 것으로 알려지면서 최근에 크게 문제가 되고 있는 것과 같이 훨씬 더 작은 나노 입자가 인간에게 무해하다고 확신할 수 없다.
나노물질, 인체로의 침투
나노입자도 호흡이나 피부를 통해 체내로 유입이 가능하며 세포막을 자유자재로 투과할 수 있다. 따라서 폐나 심장 등 여러 기관에 영향을 미칠 수 있고 심지어 뇌까지 침투가 가능하며 태아에게까지 전달될 수 있다. 더 나아가 DNA까지 파괴될 수 있는 위험성이 제기되고 있다.
나노 입자의 환경오염 가능성
미국 환경보호처(EPA)는 삼성전자의 은 나노 세탁기에 대해 안전성을 입증할 증거를 제시하라고 요구하고 있고 '은 나노 입자로 살균이 가능하다면 제초제나 살충제와 같은 효과를 내는 것이 아니냐?' 하는 의문을 제기한다. 하지만 삼성은 그에 대해 이미 안전성을 입증한 바다. 미국 환경보호처가 제기한 의문처럼 나노입자는 공중보건과 수자원에 해를 끼칠 수 있으며 인체를 비롯해 자연환경 속에 존재하는 모든 생명체에 영향을 미칠 수 있는 가능성이 존재한다. 그들은 정밀하게 정제된 입자들인 만큼 안정적으로 오랫동안 자연계에 존재할 수 있으며 생물농축도 가능하다.

## 같이 보기
- MEMS
- 나노공학

## 참고 문헌
- 노승정, 현준원, 안용현, 이성욱, 지혜구, 김영선,『작은 세계 큰기술 나노의 세계』 북스힐